# Максимцы (Львовская область)
Максимцы (укр. Максимці) — село в Мостисской городской общине Яворовского района Львовской области Украины.
Население по переписи 2001 года составляло 124 человека. Занимает площадь 0,299 км². Почтовый индекс — 81314. Телефонный код — 3234.